# Hydaticus aequabilis
Hydaticus aequabilis är en skalbaggsart som beskrevs av Guignot 1958. Hydaticus aequabilis ingår i släktet Hydaticus och familjen dykare. Inga underarter finns listade i Catalogue of Life.